# یواس‌اس پیرلس (ای‌ام‌سی-۹۳)
یواس‌اس پیرلس (ای‌ام‌سی-۹۳) (به انگلیسی: USS Peerless (AMc-93)) یک کشتی بود که طول آن ۹۲ فوت (۲۸ متر) بود. این کشتی در سال ۱۹۴۱ ساخته شد.